# Ragracancha (Huancapón)
Ragracancha es una localidad peruana ubicada en el distrito de Huancapón, perteneciente a la provincia de Cajatambo del departamento de Lima, al centro oeste del Perú. 

## Ubicación
Ragracancha se ubica al norte de la provincia de Cajatambo, en el distrito de Huancapón, en el departamento de Lima.

## Demografía
En 2017 Ragracancha tenía una población de 2 habitantes y 2 viviendas.
| Gráfica de evolución demográfica de Ragracancha entre 1993 y 2017 |
|                                                                   |
| Fuentes: Población 1993 y 2017                                    |